# 孝誠恭皇后
孝誠恭皇后（こうせいきょうこうごう、生没年不詳）は、明の福王朱常洵の次妃（妾妻）で、南明の弘光帝の母。姓は姚氏。

## 経歴
万暦35年（1597年）、長男の朱由崧（後の弘光帝）を産んだ。崇禎14年（1641年）以前に死去し、洛陽で葬られた。
弘光帝が南明の皇帝に即位すると、朱常洵に慕天敷道貞純粛哲修文顕武聖敬仁毅孝皇帝の諡号、姚氏に孝誠端恵慈順貞穆皇太后の諡号を贈られた。永暦帝が南明の皇帝に即位すると、孝誠端恵慈順貞穆符天篤聖恭皇后と諡号を改められた。

## 伝記資料
- 『南明史』
- 『明神宗実録』
- 弘光帝の崇禎十七年七月初三日詔書